# 元公
元公（？—？），河南郡洛阳县（今河南省洛阳市东）人，西魏文帝元宝炬之子，西魏宗室。
大统十六年（550年）夏四月，元宝炬封元公为吴王。